# 中山優馬 w/B.I.Shadow
中山優馬 w/B.I.Shadow（なかやまゆうま ウィズ ビー・アイ・シャドウ）とは、日本の男性アイドルグループである。所属芸能事務所はジャニーズ事務所。所属レコード会社はジャニーズ・エンタテイメント。

## 略歴
- 2009年6月4日、関西ジャニーズJr.の中山優馬と、ジャニーズJr.内のグループ・B.I.Shadowが1つのグループとなり、CDデビューすることを発表した[1]。デビュー曲「悪魔な恋」は中山優馬が主演を務める2009年7月7日スタートのフジテレビ系ドラマ『恋して悪魔〜ヴァンパイア☆ボーイ〜』の主題歌に起用された[2]。
- 2009年6月7日、中山優馬 w/B.I.ShadowにHey! Say! JUMPの山田涼介と知念侑李が合体したNYC boysが『女子バレーボール ワールドグランプリ2009』のスペシャルサポーターに抜擢された[3][4]。
- 2009年7月15日、「悪魔な恋」が収録されたシングルデビューシングル『悪魔な恋/NYC』が発売され、オリコンウィークリーシングルランキングで初登場1位を獲得し、グループ平均年齢14.6歳で初登場首位の最年少記録を樹立した[2][5]。
- 2010年3月2日、NYC boysのメンバーの中から、山田涼介・知念侑李・中山優馬の3人が「NYC」として正式デビューすることが発表される。
- 2011年9月29日、Sexy Zoneの結成とともに、11月にCDデビューすることが発表される。メンバーに中島・菊池が選ばれ、Sexy Zoneデビュー以降B.I.Shadowとしての活動が無くなる。実際はリリースされなかったものの、実は2ndシングルのジャケット撮影もされていたことがのちに菊池によって明かされた[6]。

## メンバー
- 中山優馬（なかやま ゆうま、1994年1月13日 - ）

B.I.Shadow
- 中島健人（なかじま けんと、1994年3月13日 -  ）
- 菊池風磨（きくち ふうま、1995年3月7日 - ）
- 松村北斗（まつむら ほくと、1995年6月18日 - ）
- 髙地優吾（こうち ゆうご、3月8日 -   ）

## 作品

### CDシングル
1. 悪魔な恋/NYC（2009年7月15日発売）

## オリジナル曲
- ビリビリDANCE（作詞：KAORU、作曲：清水昭男） - JASRAC作品コード：174-7005-6。[注釈 1]

## 出演

### コンサート
- フォーラム新記録!!ジャニーズJr.1日4公演やるぞ!コンサート（2009年6月7日、東京国際フォーラム）[3]
- ジャニーズJr.夏休み全員集合1日4公演!!（2009年8月18日、東京国際フォーラムホールA）[8]
- 年末ヤング東西歌合戦!東西Jr.選抜大集合2010!A.B.C-Z+ジャニーズJr.選抜 VS 中山優馬+関西Jr.選抜（2010年11月26日・27日、NHKホール）[7]